# Savisaari (ö i Finland, Norra Savolax, Kuopio, lat 62,90, long 27,62)
Savisaari är en ö i Finland. Den ligger i sjön Kallavesi (norra delen) och i kommunen Kuopio i den ekonomiska regionen  Kuopio ekonomiska region  och landskapet Norra Savolax, i den centrala delen av landet, 300 km norr om huvudstaden Helsingfors. Öns area är 28,1 hektar och dess största längd är 1,2 kilometer i sydöst-nordvästlig riktning.